# Saint-Mars-la-Jaille

Saint-Mars-la-Jaille este o comună în departamentul Loire-Atlantique, Franța. În 2009 avea o populație de 2,429 de locuitori.